# Johann Heinrich Sandstede
Johann Heinrich Sandstede, född 20 mars 1859 i Bad Zwischenahn, död 28 februari 1951 i Bad Zwischenahn, var en tysk självlärd botaniker och lichenolog.
Auktorsnamnet Sandst. kan användas för Johann Heinrich Sandstede i samband med ett vetenskapligt namn inom botaniken; se Wikipediaartiklar som länkar till auktorsnamnet.